# エッサウィラ
エッサウイラ（旧名：モガドール、ベルベル語 : ⵎⵓⴳⴰⴷⵓⵔ、アラビア語: الصويرة Essaouira (Mogador)）は、モロッコ王国のマラケシュの西の大西洋岸の港湾都市。2001年に旧市街（メディナ）が世界遺産に登録された（ID753）。位置は北緯31度30分47秒 西経9度46分11秒 / 北緯31.51306度 西経9.76972度座標: 北緯31度30分47秒 西経9度46分11秒 / 北緯31.51306度 西経9.76972度。
周辺の砂丘群にはBassia tomentosa、Polycarpaea nivea、Helianthemum canarienseなどのマカロネシアの固有種の植物が生え、北アフリカで珍しい7種の爬虫類と両生類が生息している。沖合の島々は渡り鳥の重要な中継地で、エレオノラハヤブサの営巣地でもある。一帯は2005年にラムサール条約登録地となった。

## 歴史
歴史は古く、沖合いのモガドール島からローマ時代のヴィラが発見された。現在の町並みが形成されたのは1765年からで、その港により漁業、商業の中心地と位置づけられる。
21世紀現在は世界遺産であるとともに、リゾート地としての側面と芸術の町という評価もあわせ持つ。

## 世界遺産
この世界遺産は世界遺産登録基準のうち、以下の条件を満たし、登録された（以下の基準は世界遺産センター公表の登録基準からの翻訳、引用である）。
- (2) ある期間を通じてまたはある文化圏において、建築、技術、記念碑的芸術、都市計画、景観デザインの発展に関し、人類の価値の重要な交流を示すもの。
- (4) 人類の歴史上重要な時代を例証する建築様式、建築物群、技術の集積または景観の優れた例。